# Francis Balodis
 Francis Aleksandrs Balodis (rusky: Ф. В. Баллод) (7. srpna 1882 Valmiera, Livonský gubernát – 8. srpna 1947 Stockholm, Švédsko) byl lotyšský archeolog a egyptolog, zakladatel lotyšské archeologie.

## Život
Narodil se ve Valmieře. Jeho otec Voldemārs Balodis byl církevní učitel a valmierský historik. Francis měl staršího bratra Jānise, který se později stal lotyšským generálem. Základní vzdělání získal na valmierské farní škole, soukromé škole E. Heinese a na Rižském státním gymnáziu.
V letech 1902–1907 studoval teologii, historii, dějiny umění a archeologii na univerzitě v Tartu. Zde byl přijat do lotyšského studentského spolku Lettonia. Poté pokračoval ve studiích na moskevském archeologickém ústavu, kde v roce 1910 získal diplom. Současně také studoval dějiny umění a archeologii na Moskevské státní univerzitě. V roce 1912 obhájil v Mnichově disertaci a získal titul PhDr.
Dále působil jako profesor na Saratovské univerzitě a jako ředitel saratovského archeologického ústavu (1918–1924). Poté se stal profesorem archeologie na Moskevské universitě. Ve stejný rok, 1924, byl zvolen profesorem archeologie na Latvijas Universitāte. Po okupaci Lotyšska (1940) emigroval do Stockholmu, kde na zdejší univerzitě pokračoval ve výuce. Zemřel ve věku 65 let.